# Netzschkau
Netzschkau je město v německé spolkové zemi Sasko. Nachází se v zemském okrese Fojtsko a má přibližně 3 700 obyvatel.

## Geografie

### Poloha
Město leží na severu saského zemského okresu Fojtsko. Nachází se na východě přírodní oblasti Fojtsko v saské části historického území Fojtska. V severní části města tvoří řeka Göltzsch hranici se spolkovou zemí Durynsko. Na území města se nachází vrchol Kuhberg (510 m n. m. ), což je nejvyšší hora severního Fojtska.

### Části města
- Brockau
- Dungersgrün
- Eichmühle
- Ziegelei
- Foschenroda
- Weidig

## Historie
Město bylo založeno Lužickými Srby během 9. století. Jde tedy o jedno z nejstarších sídel ve Fojtsku. Nicméně osada Netzschkau byla poprvé zmíněna v dokumentu v roce 1351. Název místa je odvozen od starého lužickosrbského slova necky, což znamená žlab nebo koryto.
Caspar von Metzsch, maršál na saském kurfiřtském dvoře, postavil kolem roku 1490 na místě hradního komplexu zmiňovaného kolem roku 1462 obytný palác, jehož nejstarší část se dochovala dodnes. Za jeho vlády byla vesnice Netzschkau, která se tehdy skládala ze 14 statků a dvou mlýnů a měla 110 obyvatel, povýšena na město. Spolu se svým bratrem Jobstem obdrželi od německého císaře Fridricha III. dne 20. prosince 1491 listinu s privilegiem městských práv, kterou potvrdil saský kurfiřt Fridrich Moudrý a jeho bratr, saský vévoda Jan Vytrvalý. Rodina von Metzsch, jejíž hlavní sídlo bylo na sousedním zámku Mylau, prodala v roce 1578 zámek Netzschkau Christophu von Reibold. V roce 1616 získal majetek s přidruženým panstvím Hans Ernst Bose. Jeho syn Carol Bose (1596–1657) nechal zámek značně přebudovat a rozšířit. Poté, co z různých důvodů zůstala městská práva zhruba 200 let nevyužita, Carl Gottfried Bose, syn Carola Bose, získal pro město od kurfiřta Jana Jiřího III. v roce 1687 opětovné potvrzení městské listiny. V důsledku toho ve městě začala fungovat dobrovolná městská rada se dvěma starosty.
V polovině 19. století Netzschkau zažilo rozmach díky rostoucí industrializaci. Výstavbou viaduktu přes údolířeky Göltzsch (1846-1851) a otevřením posledního úseku železniční trati Lipsko-Hof získalo město 15. července 1851 železniční stanici. Velký význam pro rozvoj místního průmyslu měla také výstavba cesty do města Greiz v letech 1911–1913. Se zavedením elektrického tkalcovského stavu rychle rostl textilní průmysl. Kvůli třem městským požárům v letech 1850, 1887 a 1890 a zdvojnásobení počtu obyvatel během této doby se vzhled města výrazně změnil. V oblasti tržnice vyrostly velké moderní cihlové budovy. Byly postaveny nové ulice a čtvrtě. Kromě obchodníků a řemeslníků se v Netzschkau usadily průmyslové podniky v textilním a kovodělném odvětví, díky čemuž se město do roku 1914 stalo jedním z nejvýznamnějších průmyslových měst ve Fojtsku. Po smrti hraběnky Friedy von Schönburg-Hinterglauchau (1864–1943), jejíž tchán koupil v roce 1858 palác Netzschkau a založil zámecký park v anglickém stylu, získalo palác a park v roce 1944 město Netzschkau.